# Дувбу (станція метро)
59°22′04″ пн. ш. 17°57′52″ сх. д. / 59.367777777778° пн. ш. 17.964444444444° сх. д.
«Дувбу» (швед. Duvbo) — станція Стокгольмського метрополітену. 
Розташована на синій лінії, обслуговується потягами маршруту Т10, між станціями Ріссне та Сундбюбергс-сентрум.  
Була відкрита 19 серпня 1985 року. 
Відстань від початку маршруту — станції Кунгстредгорден складає 9,0 км. 
Пасажирообіг станції в будень —	2 500  осіб (2019)

Розташована у мікрорайоні Центральний Сундбюберг у Сундбюберзі.
Конструкція: односклепінна тбіліського типу з однією прямою острівною платформою.

## Операції
| Попередня станція | Лінія | Лінія     | Лінія | Наступна станція                       |
| ----------------- | ----- | --------- | ----- | -------------------------------------- |
| Ріссне до Юльста  |       | Лінія T10 |       | Сундбюбергс-сентрум до Кунгстредгорден |